# IMac G4
iMac G4 является персональным компьютером в виде моноблока, разработанным и выпускавшимся Apple Computer, Inc. с января 2002 года по август 2004 года. В народе получил название «Лампа Джобса» из-за своей конструкции. Является преемником iMac G3 и предшественником iMac G5.

## История
В начале 2000-х мониторы с ЭЛТ-технологией переставали быть популярными по сравнению с ЖК-технологией и в компании Apple анонсировали новый iMac G4 с ЖК-дисплеем и 7 января 2002 года он поступил в продажу. iMac G3 начал считаться устаревшим и стоить дешевле, но прекратить полностью производство не было возможным, т.к. подобные машины были важны для рынка образования, поэтому Apple выпустили eMac в апреле 2002 года, и в 2003-м году были прекращены продажи iMac G3. 
В течение всего жизненного цикла iMac G4 вышло четыре ревизии: оригинальная (на 15 и 17 дюймов) с Mac OS X и оперативной памятью формата DDR и процессором с частотой 1 ГГц (с диагональю 17 дюймов) и USB 2.0 (15", 17" и 20"). 
После прекращения поддержки iMac G3, iMac G4 продавался как «iMac» до тех пор, пока не был снят с производства. После этого он стал называться iMac G4, чтобы отличать себя от последующих компьютеров серии iMac, таких как iMac G5, вышедший в августе 2004 года.

## Технические характеристики
- Экран: 15 дюймов: TFT с разрешением 1024 × 768; 17 дюймов: TFT с широкоэкранным форматом и разрешением 1440 × 900; 20 дюймов: TFT с широкоэкранном форматом и разрешением 1680 × 1050.
- Процессор: Первая версия: 700 МГц (15 дюймов) или 800 МГц (17 дюймов) PowerPC G4; вторая версия: 800 МГц PowerPC G4; третья версия: 1 ГГц PowerPC G4; четвёртая версия: 1 ГГц  (15 дюймов) или 1,25 ГГц (17 и 20 дюймов) PowerPC G4.
- Оперативная память: Первая версия: 128 Мб (15 дюймов) или 256 Мб (17 дюймов) формата SDRAM с возможностью расширения до 1 Гб; вторая версия: 256 Мб формата SDRAM с возможностью расширения до 1 Гб; третья версия: 256 Мб формата DDR SDRAM с возможностью расширения до 2 Гб (официально 1 Гб); четвёртая версия: 256 Мб формата DDR SDRAM с возможностью расширения до 2 Гб  (официально 1 Гб).
- Видеокарта: Первая версия: nVidia GeForce 2 MX с 32 Мб DDR SDRAM (15 дюймов). nVidia GeForce 4 MX с 32 Мб DDR SDRAM (17 дюймов); вторая версия: nVidia GeForce 2 MX с 32 Мб DDR SDRAM; третья версия: nVidia GeForce 4 MX с 64 Мб DDR SDRAM; четвёртая версия: nVidia GeForce 4 MX с 32 Мб DDR SDRAM (15 дюймов) или nVidia GeForce FX 5200 Ultra с 64 Мб DDR SDRAM (17 и 20 дюймов).
- Жёсткий диск: Первая версия: 40, 60 или 80 Гб; вторая версия: 60 Гб; третья и четвёртая версии: 80 Гб.
- Оптический привод: Первая версия: Комбинированный привод 8× DVD и 32× CD или 32× CD-R и 10× CD-RW записывающий привод CD-RW (700 МГц) (15 дюймов) или чтение 6× DVD и 24× CD; 2× DVD-R, 8× CD-R и 4× CD-RW запись Super Drive (17 дюймов); вторая версия: комбинированный привод 32×; третья версия: 4× Super Drive; четвёртая версия комбинированный привод 32× (15 дюймов ) или 4× SuperDrive (17 дюймов и 20 дюймов )
- Интерфейсы: Первая версия: Модем AirPort 802.11b, 10BASE-T / 100BASE-TX 11 Мбит / с Ethernet 56k V.90; вторая версия: Модем AirPort 802.11b 10BASE-T / 100BASE-TX 11 Мбит / с Ethernet 56k V.92; третья и четвёртая версии: 54 Мбит / с AirPort Extreme 802.11b / g 10BASE-T / 100BASE-TX Ethernet 56k V.92,  Bluetooth 1.1.
- Разъёмы: 3 USB 1.1 (в четвёртой версии USB 2.0), 2 FireWire 400, выход под микрофон, выход под наушники, Apple Pro Speakers mini-jack, видеовыход Mini-VGA.
- Операционная система: Первая версия: Mac OS X Tiger 10.4.11 с эмулятором Mac OS 9.2.2; вторая версия: Mac OS X Tiger 10.4.11; третья версия: Mac OS X Leopard 10.5.8 или Mac OS X Tiger 10.4.11 с эмулятором Mac OS 9.2.2; четвёртая версия: Mac OS X Leopard 10.5.8.
- Масса: 15 дюймов: 21,3 фунта (9,7 кг); 17 дюймов: 22,8 фунта (10,4 кг); 20 дюймов: 40,1 фунта (18,2 кг).

## Дизайн
Внутренние компоненты размещены в белой 10,6-дюймовой полусфере с хромированной шейкой из нержавеющей стали, на которой установлен 15, 17 или 20-дюймовый (в зависимости от версии) ЖК-дисплей TFT с активной матрицей. Монитор можно двигать и наклонять вниз или вверх, а также вращать. Помимо того, к моноблоку можно подключить клавиатуру Apple Pro Keyboard белоснежного цвета, прозрачную однокнопочную мышь Apple Pro Mouse и динамики Apple Pro Speakers. У последних корпус тоже прозрачен и они подключаются в специальный разъём. Все порты и разъёмы находятся сзади. Также спереди существует оптический привод, который открывается с помощью специальной кнопки на клавиатуре.